# Stenothericles
Stenothericles is een geslacht van rechtvleugeligen uit de familie Thericleidae. De wetenschappelijke naam van dit geslacht is voor het eerst geldig gepubliceerd in 1977 door Descamps.

## Soorten
Het geslacht Stenothericles omvat de volgende soorten:
- Stenothericles bolivari Burr, 1899
- Stenothericles crassifemur Descamps, 1977
- Stenothericles jagoi Descamps, 1977
- Stenothericles orangensis Descamps, 1977
- Stenothericles porcellus Miller, 1936
- Stenothericles rossi Descamps, 1977
- Stenothericles zambiae Descamps, 1977